# Tete (miasto)
Tete – miasto w środkowym Mozambiku, ośrodek administracyjny prowincji Tete, port nad rzeką Zambezi. Według spisu z 2017 roku, miejscowość liczy 307,3 tys. mieszkańców.

## Historia
W połowie XVII w. pod wpływami portugalskimi, miasto stało się punktem handlu złotem oraz kością słoniową. Uzyskało prawa miejskie w 1761 roku.

## Ekonomia
W mieście rozwinął się przemysł spożywczy, metalowy, hutniczy oraz cementowy.